# Krzysztof Bujar
Krzysztof Andrzej Bujar (ur. 14 listopada 1961 w Katowicach, zm. 18 września 2023) – polski hokeista, olimpijczyk.
Syn hokeisty i trenera Tadeusza Bujara.
Zawodnik grający na pozycji napastnika. Przez całą karierę związany był z Naprzodem Janów. W barwach tego zespołu w latach 1970–1992 rozegrał 426 meczów ligowych strzelając 142 gole. W 1989 zdobył wicemistrzostwo Polski a w latach 1982, 1986, 1987 brązowy medal.
W latach 1987–1992 54 razy wystąpił w reprezentacji strzelając 6 bramek. Uczestnik Zimowych Igrzysk Olimpijskich w Albertville w roku 1992 oraz dwóch turniejów o mistrzostwo świata w 1989 i 1991.
Pochowany na cmentarzu parafialnym w Szopienicach.

## Sukcesy
Reprezentacyjne
- Awans do Grupy A mistrzostw świata: 1991